# Norgesmesterskabet i boksning 1928
Norgesmesterskabet i boksning 1928 blev arrangeret 23-25. marts af Oslo Boksekrets i Sportshallen, Oslo.

## Medaljevindere
Kongepokalen blev vundet i vægtklassen letvægt af Haakon Lind.

### Herrer
| Vægtklasse: | Guld:                     | Sølv:                  | Bronze:                    |
| Fluevægt    | Olav Nilsen, Fagf.        | Marius Enholm, Fagf.   |                            |
| Bantam      | Ingvald Johan Bjerke, OAK | Sten Holm              |                            |
| Fjervægt    | Felix Dobbertin, Torshaug | Anthon Pedersen, BAK   |                            |
| Letvægt     | Haakon Lind, Fagf.        | Karl Dehn, Ørnulf      |                            |
| Weltervægt  | Alf Nyberg, Furuset       | Olav Frønsdal          |                            |
| Mellemvægt  | Reidar Thorsen, Ørnulf    | Knut Halvorsen, Ørnulf | Karl August Pettersen, HAK |
| Letsværvægt | Hans Olsen, OAK           | Østervold, Ørnulf      |                            |
| Sværvægt    | Sverre Kongelbeck, Ørnulf | Eyvind Askevold, BAK   |                            |